# كولي سيبر
كولي سيبر (بالإنجليزية: Colley Cibber)‏ ‏(6 نوفمبر 1671 - 11 ديسمبر 1757) هو ممثل وكاتب مسرحي وشاعر البلاط إنجليزي. وقيل أنه كتبت 25 مسرحية لشركته الخاصة في شارع دروري.

## روابط خارجية
- كولي سيبر على موقع IMDb (الإنجليزية)
- كولي سيبر على موقع الموسوعة البريطانية (الإنجليزية)
- كولي سيبر على موقع ألو سيني (الفرنسية)
- كولي سيبر على موقع ميوزك برينز (الإنجليزية)
- كولي سيبر على موقع أول موفي (الإنجليزية)
- كولي سيبر على موقع قاعدة بيانات برودواي على الإنترنت (الإنجليزية)
- كولي سيبر على موقع قاعدة بيانات الأفلام السويدية (السويدية)
- كولي سيبر على موقع إن إن دي بي (الإنجليزية)
- كولي سيبر على موقع قاعدة بيانات الفيلم (الإنجليزية)
- كولي سيبر على موقع كينوبويسك (الروسية)